# Christiansburg (Ohio)
Christiansburg ist ein Village im Champaign County, Ohio, Vereinigte Staaten. Bei der Volkszählung im Jahr 2000 hatte der Ort 553 Einwohner. Das Dorf umfasst nur 0,6 km² Fläche, ausschließlich Land. 
Christiansburg hieß von 1842 bis 1915 Addison und wird auch heute von der Bevölkerung manchmal noch so genannt. 

## Geographie
Christiansburg liegt im äußersten Südwesten des Jackson Townships, das seinerseits den südwestlichen Teil des Champaign Countys bildet. Das Dorf befindet sich an der Grenze zum Miami County.

## Geschichte
Der erste Siedler im Jackson Township, auf dessen Gebiet Christiansburg entstand, war Charles Dorsey. Er hatte 1776 im Amerikanischen Unabhängigkeitskrieg gekämpft und kam im Jahre 1803 im Alter von 44 Jahren aus Virginia hierher. Er bekam Land von der Regierung des eben erst gegründeten Bundesstaates Ohio zugesprochen. In dieser Gegend war das Land von dichten Wäldern bestanden und musste erst gerodet werden. Nachdem Dorsey das getan hatte, kehrte er nach Virginia zurück, um seine Familie zu holen. Mit dieser lebte er hier bis zu seinem Tod am 14. Juli 1811. Sein Grab auf der Old Grafton Farm kann bis heute besichtigt werden.
Einer der frühen Siedler im Jackson Township war auch Joshua Howell, der Gründer von Christiansburg. Er stammte aus der Umgebung von  Christiansburg in Virginia und kam im Jahre 1808 mit seiner Frau Mary und acht Kindern, sechs Söhnen und zwei Töchtern, hierher. In der Sektion 31 des Townships ließ er ein Viertel für sich eintragen. Zusammen mit seinen Söhnen baute er eine Blockhütte und rodete genug Land, um Nahrungsmittel für den Winter anbauen zu können. Sie legten auch einen Obstgarten an, um immer genug Früchte zu haben.
Doch der Pioniergeist des älteren Joshua Howell brachte es mit sich, dass er mit seinen jüngeren Kindern nach Indiana weiter zog, als dort neues Land besiedelt wurde. Seine ältesten Söhne, Joshua, Daniel und Jeremiah Howell, blieben jedoch im Jackson Township. Daniel heiratete in Virginia und kam im Jahr 1810 zurück, um ein eigenes Stück Land eintragen zu lassen. Er erwarb 32 Hektar westlich der heutigen Stadt am West Fork Honey Creek. Als seine Farm gut lief, kamen weitere 32 Hektar hinzu. Später erbaute Daniel ein Haus aus Backsteinen, die er aus dem lehmigen Bachbett gewann. Wegen des reichen Vorkommens dieses Baumaterials wurden später in Christiansburg und anderen Orten im Jackson Township Ziegelfabriken errichtet.
1817 fand Joshua Howell Jr., dass man nun eine Stadt im Township gründen sollte und entwarf dafür einen Plan. Er rodete das Gebiet und legte Straßen an. 1820 waren aber erst 6 Häuser fertiggestellt. Das Dorf, in Erinnerung an die Heimatstadt der Howells Christiansburg genannt, wuchs nur langsam bis William McCrea den ersten Laden hier eröffnete. William war mit 14 Jahren zusammen mit seinen Eltern aus Schottland in die Vereinigten Staaten ausgewandert und war im Township zur Schule gegangen. Zuerst besuchte er eine "Pay School", in der jeder Schüler dem Lehrer für den Unterricht einen bestimmten Betrag zu bezahlen hatte. 1825 kam ein neues Schulgesetz und es wurden öffentliche Schulen eingerichtet. William McCrea ging nach seiner Ausbildung nach Cincinnati, um zu heiraten, kehrte aber bald wieder mit seiner Frau zurück und eröffnete 1829 seinen Laden. Bald wurde das Holzhaus, in dem er Waren wie Tee, Kaffee, Zucker, Salz, aber auch alle anderen Waren des täglichen Lebens wie Geschirr, Glaswaren und Toiletteartikel usw. anbot, zu klein und es wurde ein größeres Fachwerkhaus dafür errichtet. Bald eröffnete gegenüber dem Laden das erste Gasthaus von Abiel Smith. In den 1830er-Jahren siedelten sich verschiedene Betriebe an, eine Gerberei, mehrere Sägemühlen, zwei Hersteller von Pferdewagen, ein Sargtischler usw. Kirchengemeinschaften wurden gegründet, als sich die Zahl der Einwohner verdoppelt hatte. Die erste war die Addison Methodist Episcopal Church im Jahr 1835. In diesem Jahr wurden auch ein Bürgermeister und ein Stadtrat gewählt. Aber es war noch zu früh für eine Munizipalität und der Status wurde nach einem Jahr wieder entzogen. 1842 wurde Christiansburg in Addison umbenannt.